# تيموثي بوث جونز
تيموثي بوث جونز (6 أغسطس 1952 في المملكة المتحدة - ) (بالإنجليزية: Timothy Booth Jones)‏ هو لاعب كريكت بريطاني. لعب مع نادي مقاطعة ساسكس للكركيت ‏.

## وصلات خارجية
- تيموثي بوث جونز على موقع إي آس بي آن كريك إنفو (الإنجليزية)